# Le Roy (village, New York)
Pour les articles homonymes, voir Le Roy.
Ne doit pas être confondu avec Le Roy (New York).
Le Roy est un village situé dans le comté de Genesee, dans l'État de New York, aux États-Unis,. En 2010, il comptait une population de 4 391 habitants.

## Démographie
Lors du recensement de 2010, le village comptait une population de 4 391 habitants. Elle est estimée, en 2019, à 4 260 habitants.